# Wasia Project
Wasia Project — англійський музичний гурт, створений у 2019 році. Гурт складається з брата і сестри, Вільяма Гао та Олівії Гарді. На сцені до них приєднуються барабанщик Лука Вейд і басист Том Пачітті. Гурт «Wasia Project» випустив дебютний сингл «Why Don't U Love Me» у 2019 році.
У 2022 році вийшов їхній дебютний мініальбом, «How Can I Pretend?».

## Історія
Вільям Гао та Олівія Харді — брат та сестра, змішаного азійсько-британського походження. У дитинстві Харді навчалась грати на скрипці за методом Судзукі (Suzuki method). Гао — піаніст з класичною освітою. У 2019 році вони створили музичний дует під назвою «Wasia Project».
Музика дуету «Wasia Project» — це суміш альт-попу та джазу.
У 2019 році вони завантажили свій дебютний сингл «Why Don't You Love Me» на SoundCloud.
У травні 2022 року гурт Wasia Project випустив перший мініальбом, How Can I Pretend?. Наступного року вони випустили сингл «Petals on the Moon» через лейбли LaoLao Records, AWAL. Музичне відео на сингл «Petals on the Moon» було знято Грейс Пікерінг (Grace Pickering). Музичне відео на сингл «My Lover Is Sleeping» було проілюстровано та анімовано Патріком Аткінсом (Patrick Atkins).
У 2023 році пісня гурту Wasia Project, «Ur So Pretty», була включена в саундтрек другого сезону телесеріалу Heartstopper.
Нещодавно вони завершили свій перший тур у Великій Британії, а потім здійснили європейський тур на підтримку співака Тома Оделла.
У квітні 2024 року гурт Wasia Project почав свій тур по США на підтримку співачки Laufey. Після туру на підтримку Laufey вони здійснять тур по Європі.

## Дискографія

### Мініальбоми
| Назва              | Подробиці                                            |
| ------------------ | ---------------------------------------------------- |
| How Can I Pretend? | - Випущено: 10 травня 2022 р - Лейбл: LaoLao Records |

### Сингли
| Назва                    | Рік  | Альбом            |
| ------------------------ | ---- | ----------------- |
| «Why Don't U Love Me»    | 2019 | Non-album singles |
| «Burning Eyes R Calling» | 2020 | Non-album singles |
| «U Deserve»              | 2020 | Non-album singles |
| «Misfit Biscuit»         | 2020 | Non-album singles |
| «My Vine»                | 2022 | Non-album singles |
| «Petals on the Moon»     | 2023 | Non-album singles |
| «My Lover Is Sleeping»   | 2023 | Non-album singles |
| «Remember When»          | 2023 | Non-album singles |
| «Is This What Love Is»   | 2024 | Non-album singles |